# Focuri (gmina)
Focuri – gmina w Rumunii, w okręgu Jassy. Obejmuje tylko jedną miejscowość Focuri. W 2011 roku liczyła 3852 mieszkańców.